# Загородний, Юрий Иванович
Юрий Иванович Загородний (р. 7 мая 1959, пгт Гребёнки, Киевская область) — украинский политик.
Член СДПУ(о) с 1998 года, 1-й заместитель председателя партии в 2000—2002 годах, председатель партии с августа 2007 года.
Кандидат педагогических наук (2004).
Окончил исторический факультет Киевского государственного университета имени Тараса Шевченко (1981—1986).
В 2002—2005 годах первый заместитель главы Администрации Президента Украины.
Награждён орденом «За заслуги» III степени.